# 迷イズム
『迷イズム』（まよいずむ）は1991年5月22日に発売された郷ひろみの63作目のシングル。

## 収録曲
全曲　作詞：森雪之丞／編曲：難波正司
1. 迷イズム（3分35秒）
  - 作曲：Swain, Johnson, Armstrong
2. トーキョー・ジゴロ（4分09秒）
  - 作曲：松本俊明